# Пугач Ігор Володимирович
І́гор Володи́мирович Пугач (нар. 16 травня 1978 — пом. 25 серпня 2014) — солдат Збройних сил України, учасник російсько-української війни.

## Короткий життєпис
Народився 1978 року в селі Осмиловичі. Побрався з односельчанкою; виховували дітей. Провів у дім воду та каналізацію, облаштував теплий санвузол, білив, лакував, робив стелю. Їздив «по заробітках» — в Росію та Польщу, дружина працювала в МРЕО Нововолинська. Придбав трактор, збудував гараж, збирався купувати машину.
Люди йому переказали, що в сільраді лежить повістка — він сам поїхав за нею. Мобілізований 11 квітня 2014 року, солдат, 51-ша окрема механізована бригада. 9 травня відправлений з рівненського полігону в Донецьку область, Красноармійськ. Потім — у Луганську область, брав участь у визволенні Рубіжного, Лисичанська, Сєвєродонецька. На початку серпня був у відпустці, вже 15 серпня повернувся на передову.
Загинув у боях за Іловайськ (Донецька область). Востаннє виходив на зв'язок із рідними 25 серпня о 8:00, зі слів інших бійців, вони були поблизу села Дзеркальне Амвросіївського району. Тоді ж загинув Олександр Лобжин, зазнав смертельного поранення Валерій Янчук.
У березні 2015 року упізнаний за четвертою експертизою ДНК серед похованих під Дніпропетровськом невідомих героїв АТО. 20 березня воїна перепоховали у рідному селі.
Залишились дружина Алла й двоє дітей, донька Христина 2011 р.н. та син 2003 р.н.

## Нагороди та вшанування
За особисту мужність і героїзм, виявлені у захисті державного суверенітету та територіальної цілісності України, вірність військовій присязі під час російсько-української війни, відзначений — нагороджений:
- 17 липня 2015 року — орденом «За мужність» III ступеня.[3]
- Його портрет розміщений на меморіалі «Стіна пам'яті полеглих за Україну» у Києві: секція 3, ряд 10, місце 8
- Вшановується 25 серпня на щоденному ранковому церемоніалі вшанування українських захисників, які загинули цього дня у різні роки внаслідок російської збройної агресії[4]